# Nengonengo
Nengonengo és un atol de les Tuamotu, a la Polinèsia Francesa, inclòs a la comuna d'Hao. Està situat a 790 km a l'est de Tahití.

## Geografia
La superfície terrestre és de 9 km², i la llacuna té 68 km². No té cap pas navegable a la llacuna.
Hi ha una cinquantena d'habitants, amb un aeròdrom privat que pertany a Robert Wan, el principal comerciant de perles negres de les Tuamotu.

## Història
Històricament era conegut amb el nom de Prince William Henry, nom que li va donar Samuel Wallis, el 1767. El francès Duperrey el va anomenar l'Ostange.